# Fontaine-les-Ribouts
Pour les articles homonymes, voir Fontaine.
Fontaine-les-Ribouts est une commune française située dans le département d'Eure-et-Loir, en région Centre-Val de Loire.

## Géographie

### Situation
Fontaine-les-Ribouts, commune de 712 hectares, se compose d'un bourg-centre voisinant avec la Blaise, dans lequel se trouvent mairie et église, ainsi que d'un hameau unique situé plus haut sur le plateau : Boutry (au nord-ouest du bourg).
Elle a appartenu au canton de Châteauneuf-en-Thymerais jusqu'à 2015 et dépend désormais du canton de Saint-Lubin-des-Joncherets.

Situation géographique
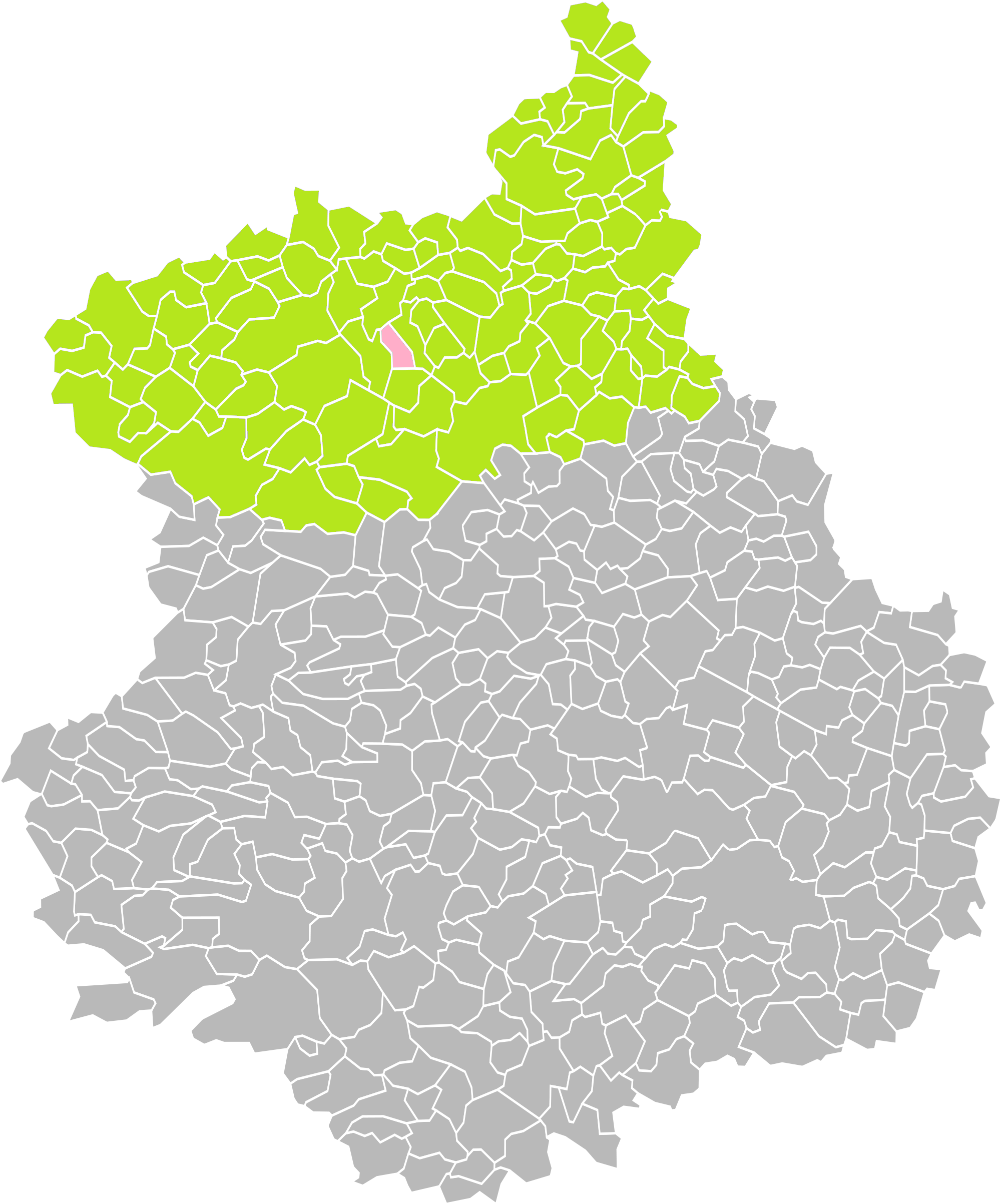
Fontaine-les-Ribouts dans son arrondissement.
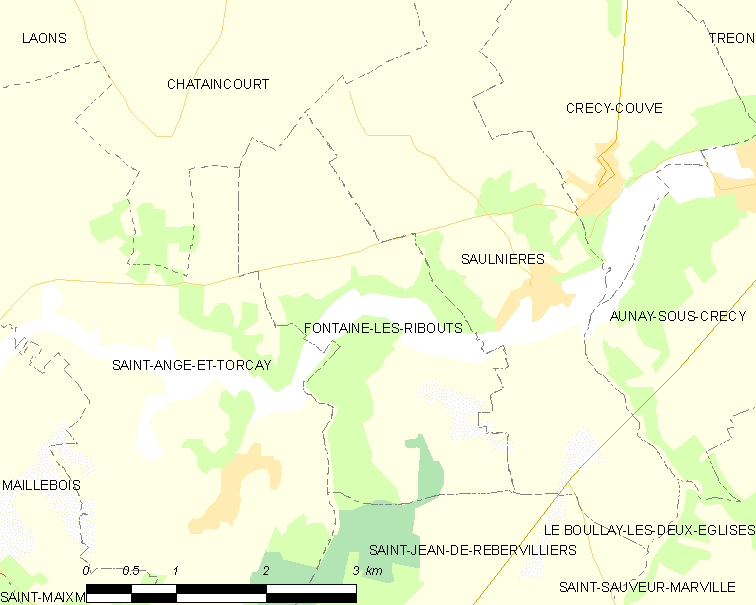
Carte de la commune de Fontaine-les-Ribouts.

### Communes limitrophes
Quatre communes sont limitrophes de Fontaine-les-Ribouts, commune dont la superficie est de 712 hectares :
|                      | Châtaincourt                |            |
| Saint-Ange-et-Torçay | Fontaine-les-Ribouts        | Saulnières |
|                      | Saint-Jean-de-Rebervilliers |            |

### Hydrographie
D'ouest en est, le territoire de la commune est traversé par la Blaise, Saint-Ange-et-Torçay étant en amont et Saulnières en aval. Longue de 49,1 km, la Blaise est un affluent de la rive gauche de l'Eure (et, de ce fait, un sous-affluent de la Seine). De nombreux moulins à eau, aujourd’hui propriétés privées et restaurés, ponctuent la vallée de la Blaise.

### Climat
Pour des articles plus généraux, voir Climat du Centre-Val de Loire et Climat d'Eure-et-Loir.
En 2010, le climat de la commune est de type climat océanique dégradé des plaines du Centre et du Nord, selon une étude du CNRS s'appuyant sur une série de données couvrant la période 1971-2000. En 2020, Météo-France publie une typologie des climats de la France métropolitaine dans laquelle la commune est dans une zone de transition entre le climat océanique et le climat océanique altéré et est dans la région climatique  Sud-ouest du bassin Parisien, caractérisée par une faible pluviométrie, notamment au printemps (120 à 150 mm) et un hiver froid (3,5 °C). 
Pour la période 1971-2000, la température annuelle moyenne est de 10,4 °C, avec une amplitude thermique annuelle de 14,3 °C. Le cumul annuel moyen de précipitations est de 607 mm, avec 11 jours de précipitations en janvier et 7,9 jours en juillet. Pour la période 1991-2020, la température moyenne annuelle observée sur la station météorologique de Météo-France la plus proche, sur la commune de Laons à 8 km à vol d'oiseau, est de 11,1 °C et le cumul annuel moyen de précipitations est de 561,4 mm,. Pour l'avenir, les paramètres climatiques de la commune estimés pour 2050 selon différents scénarios d'émission de gaz à effet de serre sont consultables sur un site dédié publié par Météo-France en novembre 2022.

## Urbanisme

### Typologie
Au 1er janvier 2024, Fontaine-les-Ribouts est catégorisée commune rurale à habitat dispersé, selon la nouvelle grille communale de densité à 7 niveaux définie par l'Insee en 2022.
Elle est située hors unité urbaine et hors attraction des villes,.

### Occupation des sols
L'occupation des sols de la commune, telle qu'elle ressort de la base de données européenne d’occupation biophysique des sols Corine Land Cover (CLC), est marquée par l'importance des territoires agricoles (74,5 % en 2018), une proportion identique à celle de 1990 (74,5 %). La répartition détaillée en 2018 est la suivante : 
terres arables (60,4 %), forêts (25,5 %), prairies (10 %), zones agricoles hétérogènes (4,1 %). L'évolution de l’occupation des sols de la commune et de ses infrastructures peut être observée sur les différentes représentations cartographiques du territoire : la carte de Cassini (XVIIIe siècle), la carte d'état-major (1820-1866) et les cartes ou photos aériennes de l'IGN pour la période actuelle (1950 à aujourd'hui).

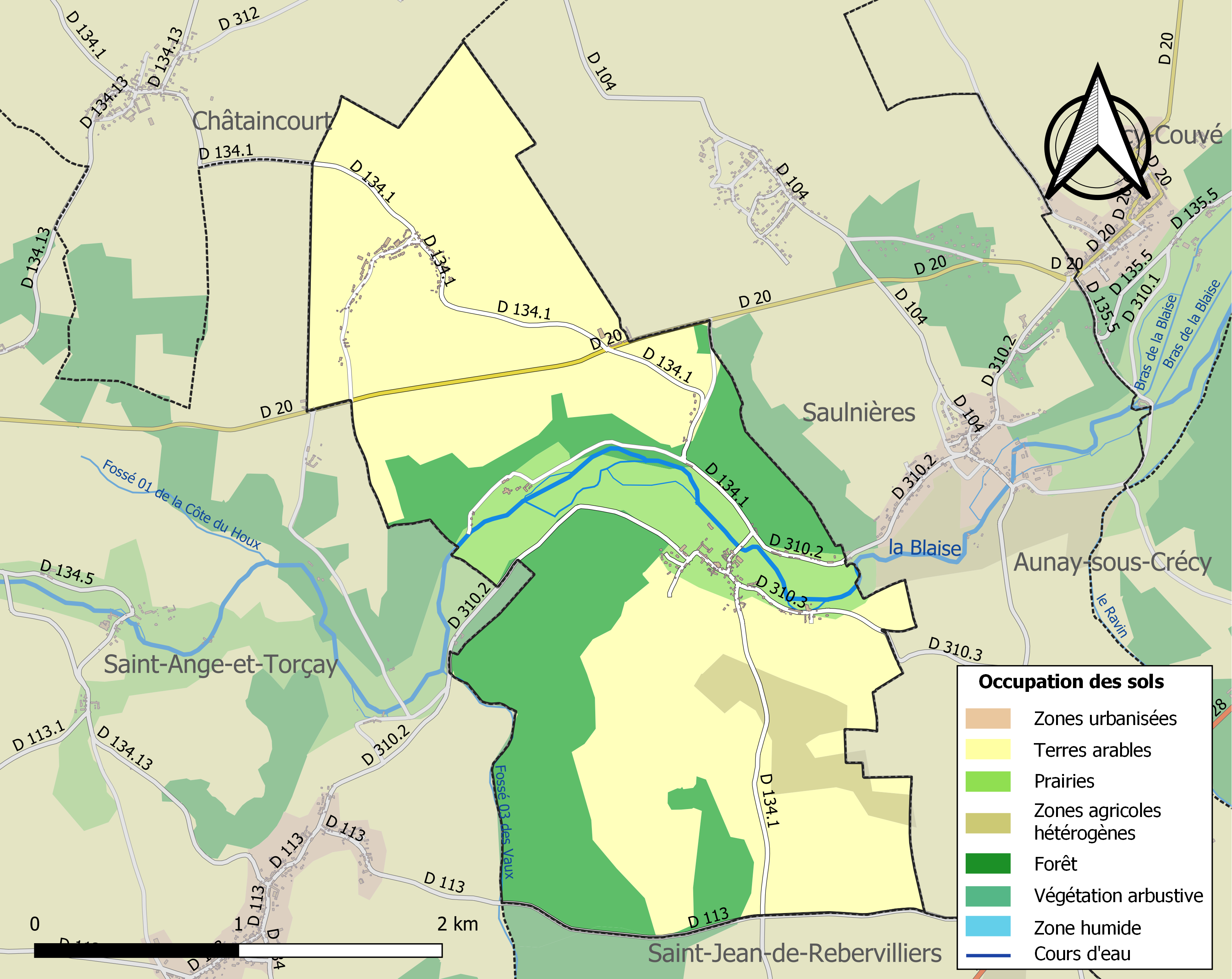
Carte des infrastructures et de l'occupation des sols de la commune en 2018 (CLC).

### Risques majeurs
Le territoire de la commune de Fontaine-les-Ribouts est vulnérable à différents aléas naturels : météorologiques (tempête, orage, neige, grand froid, canicule ou sécheresse), inondations, mouvements de terrains et séisme (sismicité très faible). Il est également exposé à un risque technologique, le transport de matières dangereuses. Un site publié par le BRGM permet d'évaluer simplement et rapidement les risques d'un bien localisé soit par son adresse soit par le numéro de sa parcelle.

#### Risques naturels
Certaines parties du territoire communal sont susceptibles d’être affectées par le risque d’inondation par débordement de cours d'eau et par ruissellement et coulée de boue, notamment la Blaise. La commune a été reconnue en état de catastrophe naturelle au titre des dommages causés par les inondations et coulées de boue survenues en 1999 et 2018,.

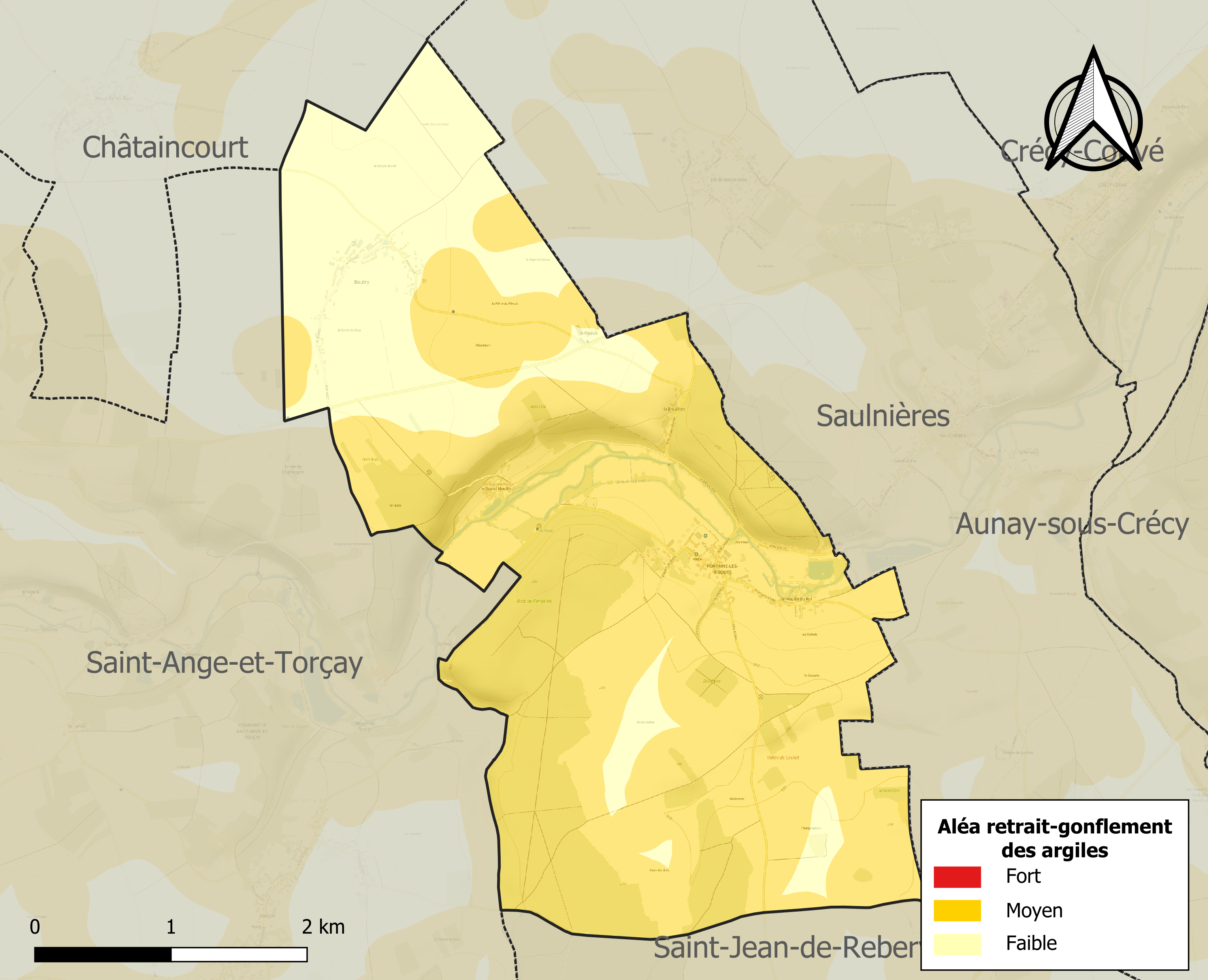
Carte des zones d'aléa retrait-gonflement des sols argileux de Fontaine-les-Ribouts.

Les mouvements de terrains susceptibles de se produire sur la commune sont des affaissements et effondrements liés aux cavités souterraines. L'inventaire national des cavités souterraines permet de localiser celles situées sur la commune.
Le retrait-gonflement des sols argileux est susceptible d'engendrer des dommages importants aux bâtiments en cas d’alternance de périodes de sécheresse et de pluie. 75,5 % de la superficie communale est en aléa moyen ou fort (52,8 % au niveau départemental et 48,5 % au niveau national). Sur les 124 bâtiments dénombrés sur la commune en 2019, 75 sont en aléa moyen ou fort, soit 60 %, à comparer aux 70 % au niveau départemental et 54 % au niveau national. Une cartographie de l'exposition du territoire national au retrait gonflement des sols argileux est disponible sur le site du BRGM,.
Concernant les mouvements de terrains, la commune a été reconnue en état de catastrophe naturelle au titre des dommages causés par des mouvements de terrain en 1999.

#### Risques technologiques
Le risque de transport de matières dangereuses sur la commune est lié à sa traversée par des infrastructures routières ou ferroviaires importantes ou la présence d'une canalisation de transport d'hydrocarbures. Un accident se produisant sur de telles infrastructures est en effet susceptible d’avoir des effets graves au bâti ou aux personnes jusqu’à 350 m, selon la nature du matériau transporté. Des dispositions d’urbanisme peuvent être préconisées en conséquence.

## Toponymie
Le nom de la localité est attesté sous la forme latine Fontanae Riboudi vers 1250.
En 1793 : Fontaine-les-Ribouts (Fontaine-les-Riboust en 1801).
Ribouts correspond à une forme plurielle de Riubó (toponyme signifiant la « bonne rivière », que l'on rencontre parfois comme patronyme).
Le village tient son nom d'une source à laquelle on donnait le pouvoir de guérir les fièvres.

## Histoire
En 2003, la commune est entrée dans la communauté de communes du Thymerais.
Onze ans plus tard, en 2014, elle a intégré la communauté d'agglomération du Pays de Dreux.

## Politique et administration

### Liste des maires
La commune dispose d'un conseil municipal de dix membres (un maire, trois adjoints au maire et six conseillers municipaux).
| Période   | Période  | Identité             | Étiquette | Qualité                               |
| --------- | -------- | -------------------- | --------- | ------------------------------------- |
| 2008      | 2014     | Pascal Stinat        |           |                                       |
| mars 2014 | En cours | Emmanuelle Bonhomme, |           | Agricultrice sur moyenne exploitation |

### Politique environnementale
Un circuit de 16 kilomètres intitulé « Sur les hauteurs de la vallée de la Blaise » a son départ à Fontaine-les-Ribouts. Il est entouré de deux autres itinéraires en boucle au départ de Crécy-Couvé et de Saint-Ange-et-Torçay. L’itinéraire suit en partie la vallée de la Blaise et s’élève sur les hauteurs.

## Population et société

### Démographie
L'évolution du nombre d'habitants est connue à travers les recensements de la population effectués dans la commune depuis 1793. Pour les communes de moins de 10 000 habitants, une enquête de recensement portant sur toute la population est réalisée tous les cinq ans, les populations de référence des années intermédiaires étant quant à elles estimées par interpolation ou extrapolation. Pour la commune, le premier recensement exhaustif entrant dans le cadre du nouveau dispositif a été réalisé en 2006.

En 2022, la commune comptait 187 habitants, en évolution de −10,53 % par rapport à 2016 (Eure-et-Loir : −0,23 %, France hors Mayotte : +2,11 %).
| 1793 | 1800 | 1806 | 1821 | 1831 | 1836 | 1841 | 1846 | 1851 |
| ---- | ---- | ---- | ---- | ---- | ---- | ---- | ---- | ---- |
| 286  | 323  | 329  | 299  | 309  | 250  | 263  | 297  | 278  |

| 1856 | 1861 | 1866 | 1872 | 1876 | 1881 | 1886 | 1891 | 1896 |
| ---- | ---- | ---- | ---- | ---- | ---- | ---- | ---- | ---- |
| 278  | 274  | 283  | 300  | 273  | 235  | 254  | 215  | 185  |

| 1901 | 1906 | 1911 | 1921 | 1926 | 1931 | 1936 | 1946 | 1954 |
| ---- | ---- | ---- | ---- | ---- | ---- | ---- | ---- | ---- |
| 210  | 206  | 231  | 241  | 256  | 202  | 193  | 193  | 185  |

| 1962 | 1968 | 1975 | 1982 | 1990 | 1999 | 2006 | 2011 | 2016 |
| ---- | ---- | ---- | ---- | ---- | ---- | ---- | ---- | ---- |
| 168  | 122  | 150  | 142  | 201  | 209  | 235  | 233  | 209  |

| 2021 | 2022 | - | - | - | - | - | - | - |
| ---- | ---- | - | - | - | - | - | - | - |
| 193  | 187  | - | - | - | - | - | - | - |

### Manifestations culturelles et festivités
- Association « Amicale de Fontaine-les-Ribouts »

## Culture locale et patrimoine

### Lieux et monuments
Eglise Saint-Aignan, inscrite au titre des Monuments historiques en 1953, date du XVe siècle. Certaines baies ont conservé des fragments de vitraux du XVIe siècle. Dans la chapelle latérale nord se trouve notamment un arbre de Jessé du premier quart du XVIe siècle, tandis que dans la chapelle sud, de la même époque, est visible un saint Jean-Baptiste portant l'agneau pascal. Quatre verrières de l'édifice sont ainsi classées monument historique au titre d'objet, partiellement (baies 4 à 6, 8). Outre ces vitraux, l'élément le plus remarquable de cet édifice est, à l'intérieur, le retable encadré des statues de saint Aignan et saint Sébastien, qui se détachent sur un fond de boiserie sculptée de volutes et de motifs végétaux, dans un style rococo.
- Monument aux morts, surmonté d'un coq, en façade duquel est gravée l'identité (ainsi que le grade et la date du décès) de treize enfants de la commune morts pour la France au cours de la Première Guerre mondiale.

L'église Saint-Aignan
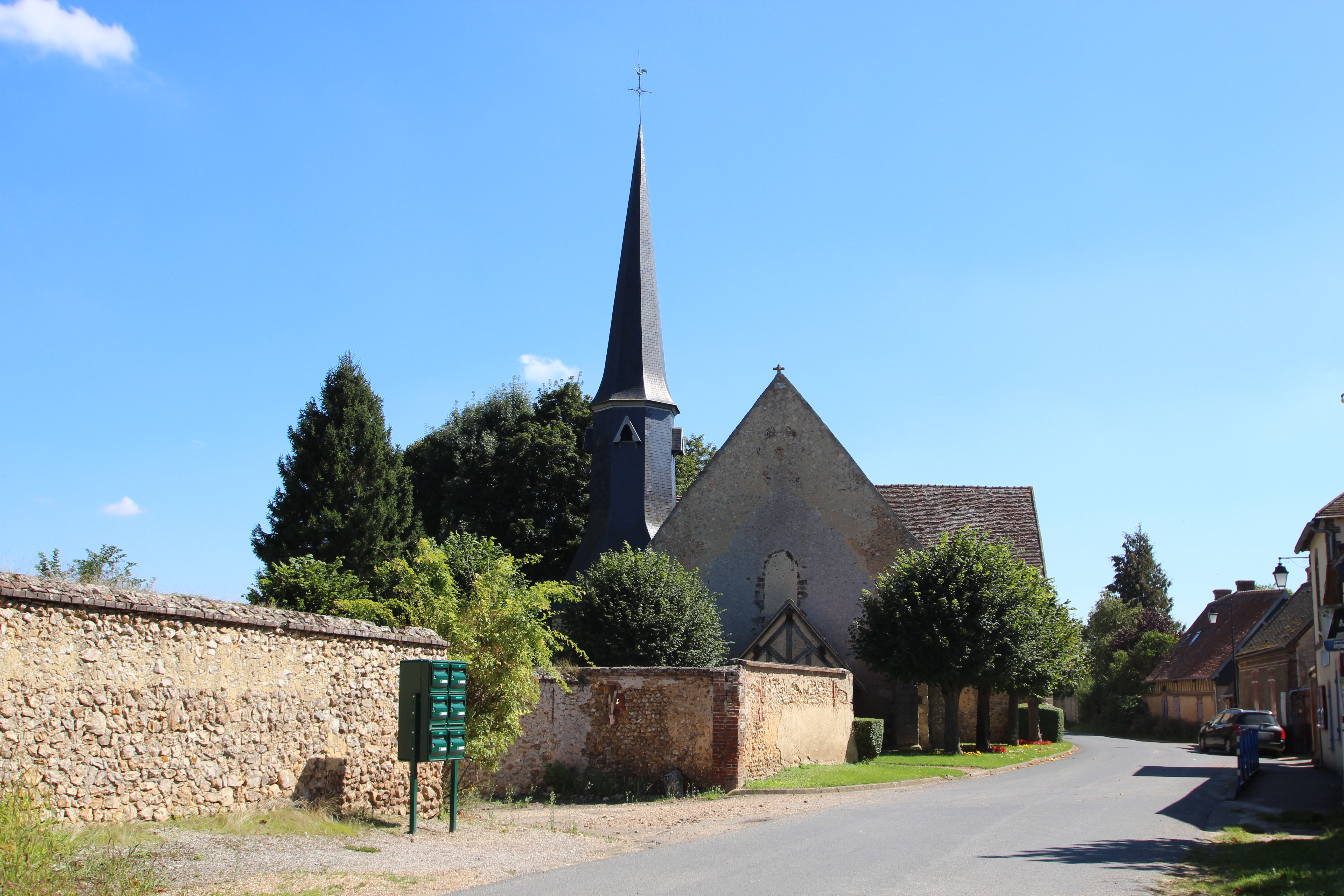
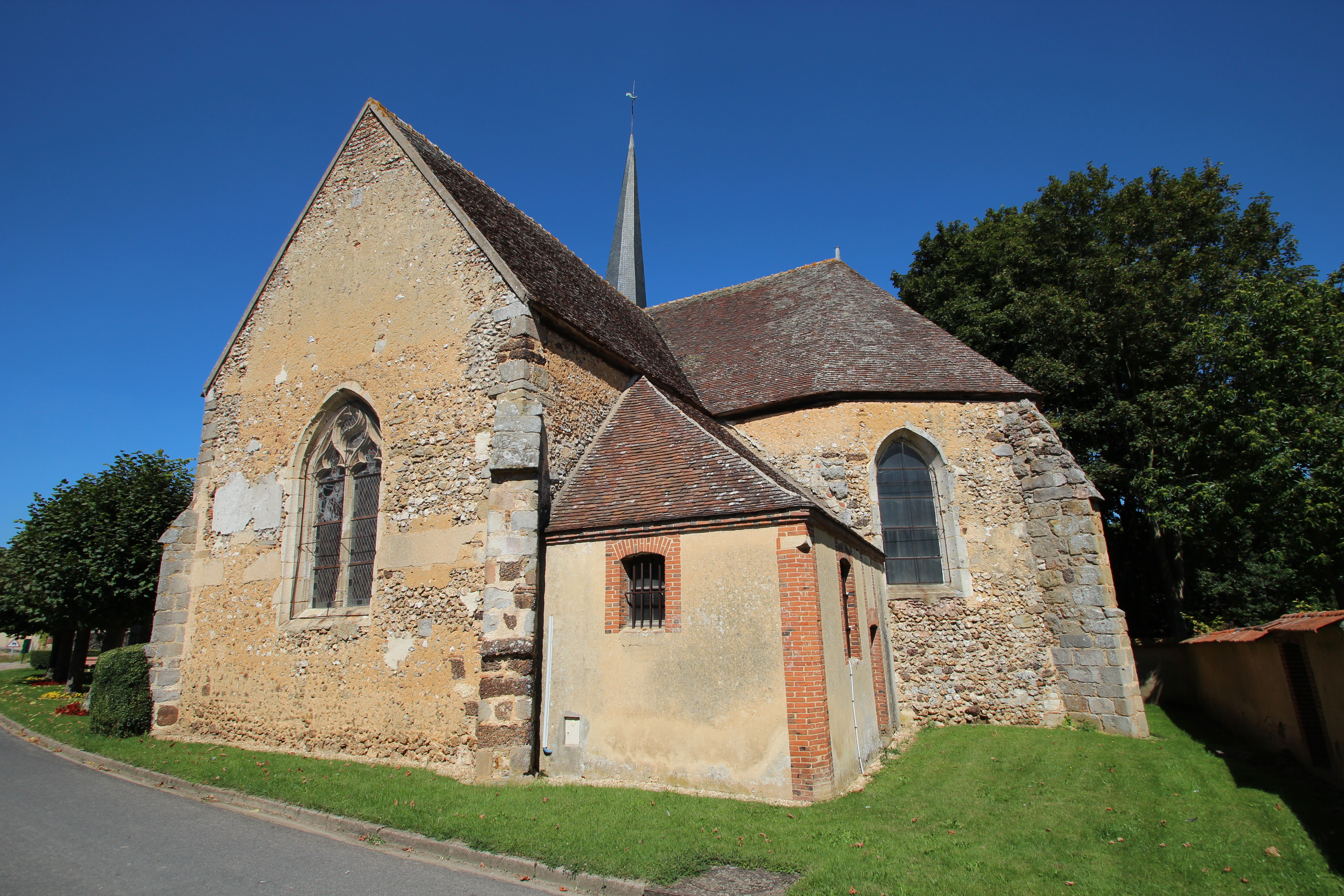
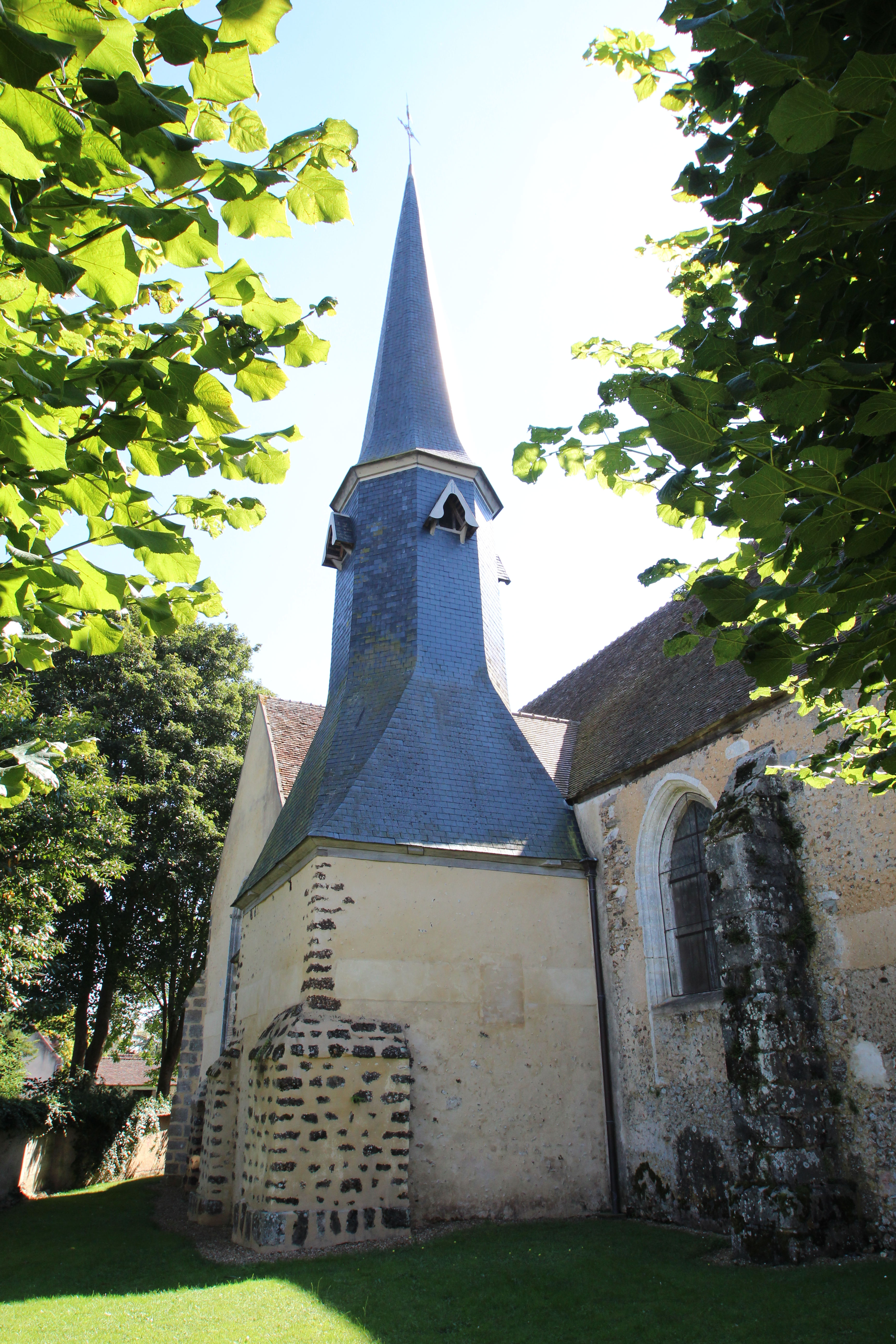
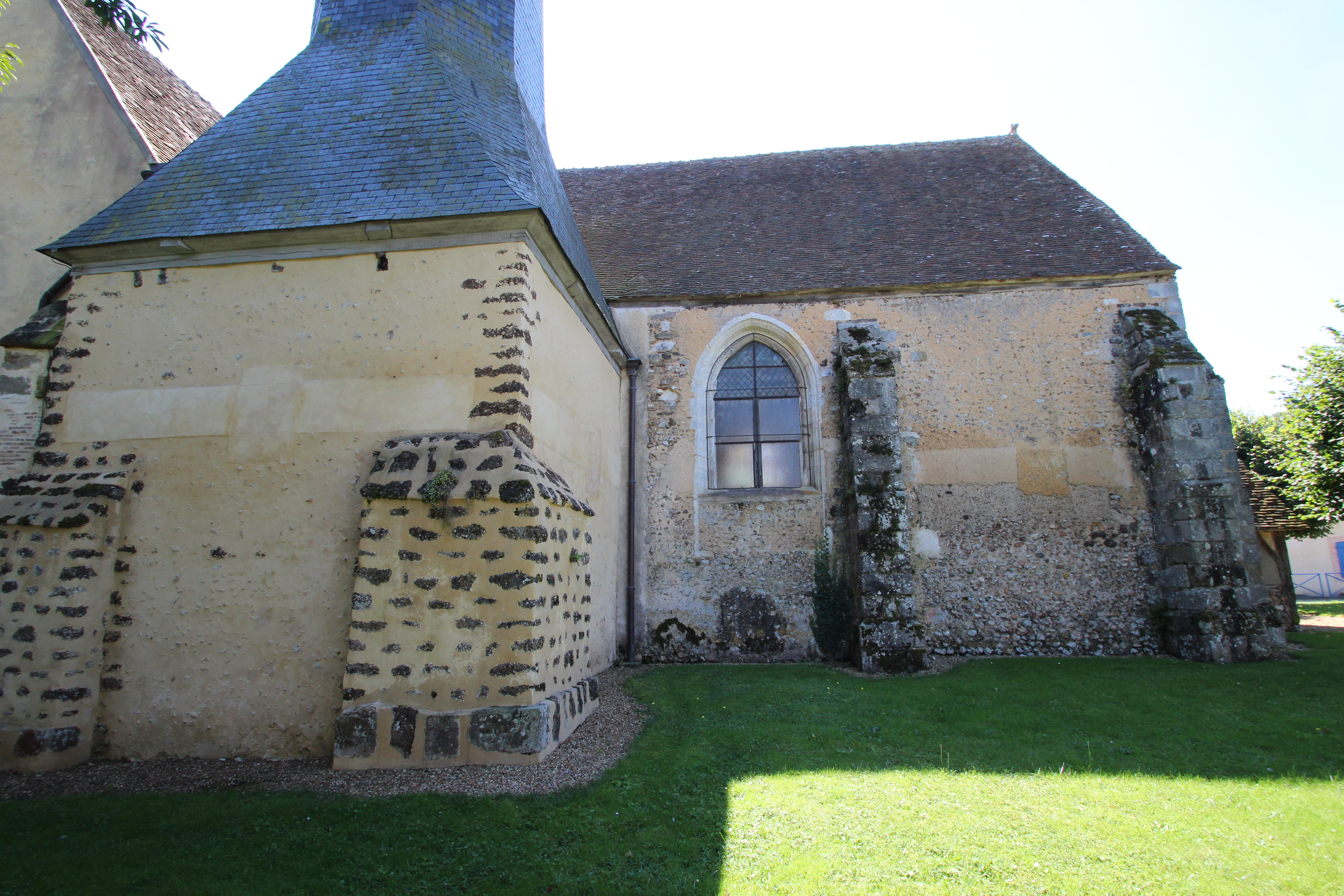
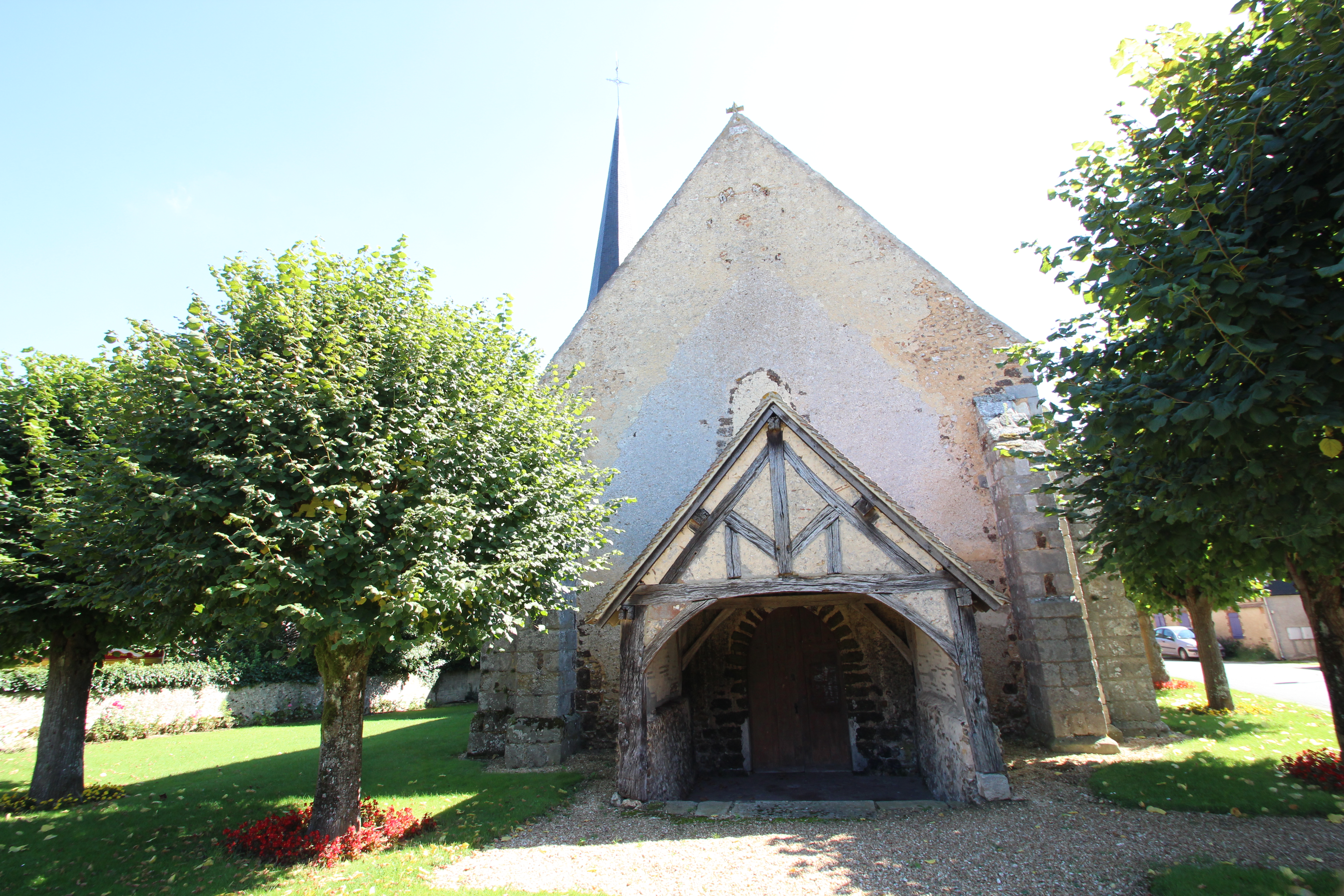
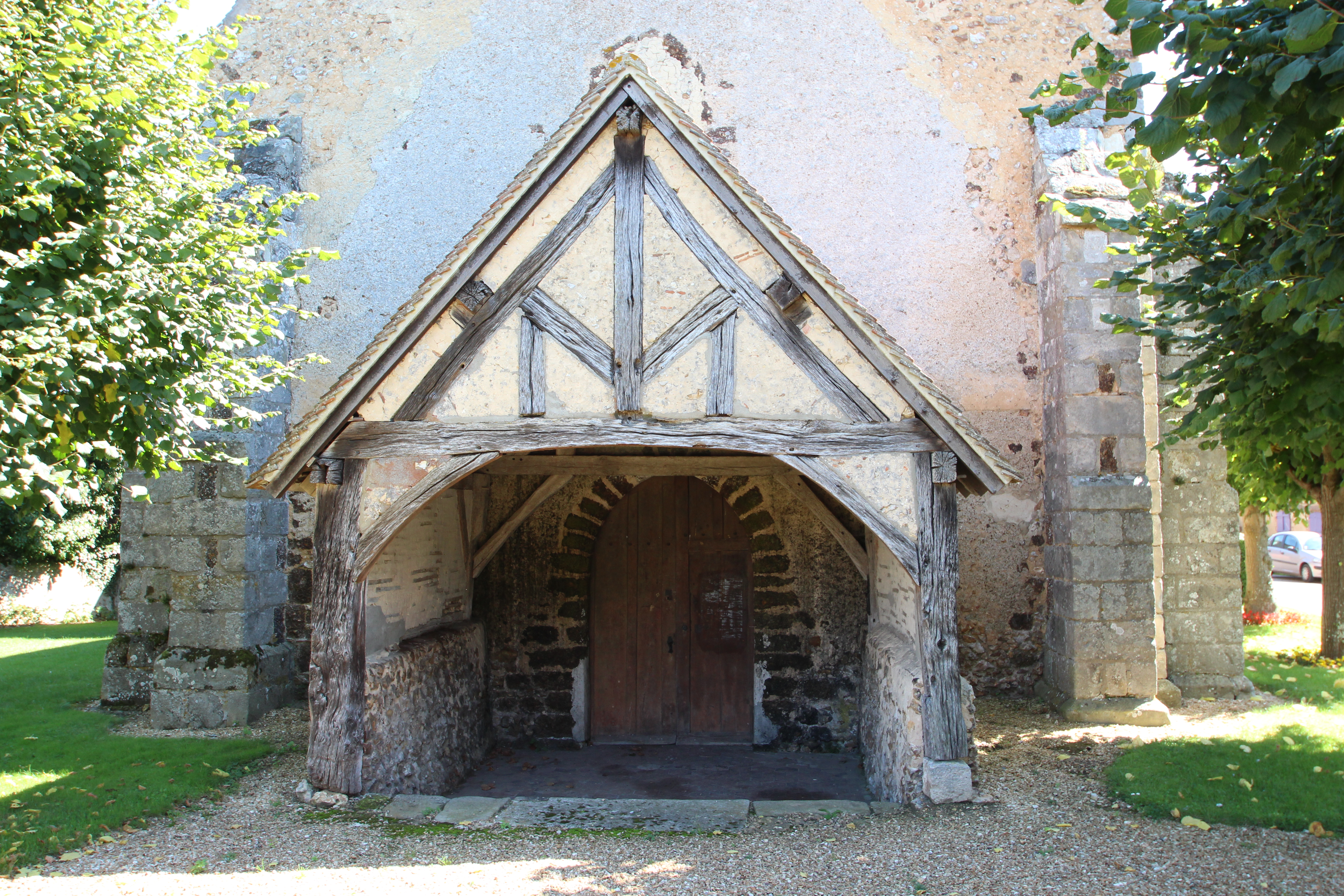

### Personnalités liées à la commune
- Georges Tourdjman (1935-2016), photographe, a réalisé une série de photos des habitants du village, où il a résidé.

## Héraldique
| Blason à dessiner | Blason  | Tranché: au 1er d'azur à la fontaine d'or, au 2e d'azur à la gerbe de blé d'or; au filet en bande d'argent brochant sur la partition; au chef crénelé d'or maçonné de sable. |
| Blason à dessiner | Détails | Le statut officiel du blason reste à déterminer. |